# Battaglia di Cronio
La battaglia di Cronio venne combattuta nel corso delle guerre greco-puniche.

## Storia
Nel 383 a.C. i Cartaginesi sbarcarono in Sicilia trovando l'appoggio degli Italioti (i greci della Magna Grecia) e forti di un esercito di almeno 37 000 uomini. Dionisio I di Siracusa, reduce dalla campagna in Italia, impostò una strategia di contenimento. Fu per questo motivo che le schermaglie si protrassero per anni, fino alla sconfitta cartaginese nella battaglia di Cabala nell'entroterra saccense. Le gravi perdite subite dai cartaginesi (10 000 uomini morti e 5 000 prigionieri), non li scoraggiarono e a Magone III vennero inviati rinforzi enormi per poter contrastare i Siracusani. Magone III inviò il suo esercito alla conquista di una località detta Cronio (forse il Monte Kronio, attuale Monte San Calogero, nei pressi di Sciacca) e una volta conquistata l'altura attaccò battaglia.
I siracusani persero 14 000 uomini tra cui il fratello di Dionisio, Leptine. Dopo la battaglia, le due potenze firmarono un trattato di pace che sanciva il dominio punico fino al fiume Alico (oggi Platani). Dionisio pagò un'indennità di 1000 talenti e dovette cedere Terme, presso Imera e il territorio di Akragas ad ovest del fiume Alico.